# Oka Nikolov
Orhej "Oka" Nikolov – em macedônio, Орхеј "Ока" Николов (Erbach im Odenwald, 25 de maio de 1974) é um ex-futebolista macedônio que atuava como goleiro. Atualmente é treinador de goleiros do Los Angeles FC. Nascido na Alemanha, representou a Macedônia em nível internacional.

## Carreira em clubes
Tendo jogado nas bases de SG Sandbach e Darmstadt, Nikolov chegou ao Eintracht Frankfurt em 1991 e foi promovido ao time B no ano seguinte. Integrado ao time principal em 1994, foi inicialmente a terceira opção ao gol das Águias, atrás do veterano Uli Stein (1993–94) antes de passar a ser reserva imediato de Andreas Köpke (1994–96). Com a saída deste último, assumiu a titularidade em 1996, chegando a perder a posição para Dirk Heinen, mas retornou ao gol do Eintracht em 2001.
Em 20 temporadas como jogador do Eintracht, foram 415 jogos disputados (229 na Bundesliga, 150 na 2. Bundesliga, 32 na Copa da Alemanha, 1 na Copa Intertoto da UEFA e 1 na Copa da UEFA), sendo um dos jogadores com mais partidas na história do clube. Em junho de 2013, o clube anunciou que o contrato de Nikolov seria encerrado de forma antecipada para que o goleiro realizasse o sonho de jogar nos Estados Unidos, e ele assinaria pouco depois com o Philadelphia Union, jogando apenas 45 minutos de um amistoso contra o Stoke City.
Em fevereiro de 2014, assinou com o Fort Lauderdale Strikers, equipe da North American Soccer League, disputando 9 partidas antes de encerrar a carreira  aos 40 anos.

## Carreira internacional
Nascido na então Alemanha Ocidental, Nikolov optou em jogar pela Macedônia, estreando em setembro de 1998 num amistoso contra o Egito. Em 1999, obteve a cidadania de seu país natal, que no entanto virou um empecilho para sua carreira internacional, encerrada em 2001 após mais 4 partidas.

## Pós-aposentadoria
Pouco depois de sua aposentadoria dos gramados, tornou-se treinador de goleiros da Seleção Alemã Sub-19, exercendo a função na seleção da Macedônia em 2015.
Entre 2015 e 2021, trabalhou como auxiliar-técnico do Philadelphia Union, Los Angeles Galaxy e D.C. United, voltando a ser treinador de goleiros no Los Angeles FC em fevereiro de 2022.

## Títulos
Eintracht Frankfurt
- 2. Bundesliga: 1997–98